# 李鋐 (乾隆舉人)
李鋐（1741年—1820年），字振声，号竹溪，山东寿光县人，舉人出身。清朝政治人物。李朴之孙、临江知府李城之子。
早年乡试中举，担任夔州府知府，任内擒获白莲教首陈金玉、王大烈，以军功得福康安举荐，后升任川北兵备道；后升任山西按察使。嘉庆十一年八月十六，升任廣西布政使。嘉庆十五年四月二十六（1810年5月28日），年老召京以三品京堂用，任宗人府府丞。嘉庆二十五年去世。有子李世治、孙李光翰。